# Grudna (gromada)
Grudna – dawna gromada, czyli najmniejsza jednostka podziału terytorialnego Polskiej Rzeczypospolitej Ludowej w latach 1954–1972.
Gromady, z gromadzkimi radami narodowymi (GRN) jako organami władzy najniższego stopnia na wsi, funkcjonowały od reformy reorganizującej administrację wiejską przeprowadzonej jesienią 1954 do momentu ich zniesienia z dniem 1 stycznia 1973, tym samym wypierając organizację gminną w latach 1954–1972.
Gromadę Grudna z siedzibą GRN w Grudnej utworzono – jako jedną z 8759 gromad na obszarze Polski – w powiecie nowotomyskim w woj. poznańskim, na mocy uchwały nr 30/54 WRN w Poznaniu z dnia 5 października 1954. W skład jednostki wszedł obszar dotychczasowej gromady Grudna i miejscowość Krzywy Las z dotychczasowej gromady Grońsko ze zniesionej gminy Lwówek oraz obszar dotychczasowej gromady Węgielna (obecnie Węgielnia) i miejscowość Błaki z dotychczasowej gromady Błaki ze zniesionej gminy Miedzichowo w tymże powiecie. Dla gromady ustalono 10 członków gromadzkiej rady narodowej.
Gromadę zniesiono 1 stycznia 1960, a jej obszar włączono do gromad: Zębowo (miejscowości Grudzianka i Komorowice), Bolewice (miejscowości Grudna i Krzywylas) i Miedzichowo (miejscowości Błaki i Węgielnia) w tymże powiecie.